# Sevilla, Bohol
Sevilla là đô thị hạng 5 ở tỉnh Bohol, Philippines. Theo điều tra dân số năm 2007, đô thị này có dân số 11.289 người. Có lẽ đô thị này đã được đặt tên theo thành phố Sevilla (tiếng Tây Ban Nha: Sevilla).

## Các đơn vị hành chính
Sevilla về mặt hành chính được chia thành 13 khu phố (barangay).
- Bayawahan
- Cabancalan
- Calinga-an
- Calinginan Norte
- Calinginan Sur
- Cambagui
- Ewon
- Guinob-an
- Lagtangan
- Licolico
- Lobgob
- Magsaysay
- Poblacion